# Te vas (canción de Inna)
«Te vas» es una canción grabada por la cantante rumana Inna, lanzada digitalmente el 31 de mayo de 2019 por Global Records como el quinto sencillo de su sexto álbum de estudio Yo (2019). Fue escrita por Inna y Cristina Maria Chiluiza, mientras que la producción fue manejada por Sebastian Barac, Marcel Botezan, David Ciente y Alex Cotoi. Siendo una canción house reminiscente a los trabajos previos de Inna, «Te vas» discute líricamente el vínculo entre dos amantes separados.
Un video musical para la pista fue subido al canal oficial de Inna en YouTube el 30 de mayo de 2019. Filmado por Bogdan Păun, muestra a la cantante y Dragoș Istvan interpretando una mezcla entre danza contemporánea y acrobacias, representando una relación encendida y apagada. Para una mayor promoción, Inna interpretó «Te vas» en la estación de radio rumana Kiss FM en junio de 2019. Comercialmente, la pista alcanzó la posición número 36 en la lista Airplay 100 de Rumania. La canción también apareció en un episodio de la serie estadounidense, The Baker and the Beauty.

## Antecedentes y composición
«Te vas» fue escrita por Inna junto con Cristina Maria Chiluiza, mientras que la producción fue manejada por Sebastian Barac, Marcel Botezan, David Ciente y Alex Cotoi. Ciente también fue acreditado como ingeniero, y Cotoi se encargó del proceso de mezcla y masterización. «Te vas» fue lanzada digitalmente en Rumania como el quinto sencillo del sexto álbum de estudio de Inna Yo el 31 de mayo de 2019 por Global Records. Musicalmente, es una pista de house reminiscente a los trabajos previos de Inna, presentando su canto en un tono «fuerte» durante los versos junto a un coro «más suave y más maravilloso». Escrito desde la perspectiva de una «mujer que fue dejada atrás», la letra profundiza en «un amor que es insustituible e incluso si la otra persona se aleja, volverá algún día». Trey Gaskin de L'Officiel vio a «Te vas» como «una mirada diferente a la ansiedad de separación que a menudo experimentan los amantes separados» y como «una desafiante declaración de dedicación y amor, combinada con un ritmo amigable para el baile».

## Video musical
Un video musical de acompañamiento para «Te vas» fue subido al canal oficial de Inna en YouTube el 30 de mayo de 2019, precedido por un teaser cuatro días antes. Fue dirigido por Bogdan Păun de NGM Creative, mientras que Alex Mureșan fue contratado como director de fotografía y Loops Production como los productores. Inna había filmado previamente otro videoclip para la canción, sin embargo, sintió que no podía «coincidir con lo que ella sentía y con la vibra del [Yo]», y decidió descartarlo. La coreografía, que consiste en acrobacias con danza contemporánea, fue diseñada por Dragoș Istvan.  Él también aparece en el video como bailarín junto a Inna, y los dos han practicado durante unos días en un estudio de baile y en el lugar de filmación.
Durante el video «vibrante», se «entremezclan en una rutina de baile de ida y vuelta, resaltando una relación encendida y apagada». Según L'Officiel, Inna está «en una batalla de danza tensa vulnerable con [Istvan]» en «un gimnasio abandonado». Inna luce un bralette negro y una falda a juego, junto con una peluca «mojada». Jonathan Currinn de CelebMix elogió el video y su conexión con las letras de la canción, comparando la coreografía con una interpretada en el video de Justin Bieber «Love Yourself» (2015). Además, escribió: «Siempre creímos que el baile y la coreografía no eran una pieza fuerte de Inna, por lo que nunca la incluyó en sus videos anteriores. Sin embargo, nos equivocamos claramente al clavar completamente cada paso con su compañero masculino, mostrando un argumento completamente completo de principio a fin». Además del video oficial, la artista subió un vídeo vertical el 31 de julio de 2019.

## Formatos
- Descarga digital[4]

| Te vas — Single |          |          |  |
| N.º             | Título   | Duración |  |
| 1.              | «Te vas» | 2:51     |  |

## Posicionamiento en listas
| Rumania | Airplay 100 | 36 |

## Historial de lanzamiento
| Región  | Fecha              | Formato(s)       | Discográfica |
| ------- | ------------------ | ---------------- | ------------ |
| Rumania | 31 de mayo de 2019 | Descarga digital | Global       |